# Воскомастика
Воскомасти́ка, или воскомасти́х (ср.-греч. κηρομαστίχη от ср.-греч. κηρός — «воск» + ср.-греч. μαστίχη — «мастика») — благовонная связующая смесь, используемая в богослужении Православной церкви при освящении храма. Кроме того, воскомастих используют для вложения частиц святых мощей в ковчег и в антиминс. Воскомастика состоит из воска, мастики, толченого мрамора, смирны, алоэ и ароматических веществ.
Смесь растапливают на огне. Посудой для приготовления воскомастиха является горнец. В растопленном виде воскомастику при освящении церковного престола возливают на его углы и столбы престола, и заливают гвозди на церковном престоле. Священники возливают воскомастику на престол и пока она охлаждается, певчие поют псалмы: «Вознесу Тя, Боже мой» (Пс. 144:1), и: «Господь пасёт мя» (Пс. 22:1). Воскомастих имеет практическое значение, он служит клеем для углов престола. Другое значение воскомастики — символическое: она образует те ароматы, с которыми было погребено тело Иисуса Христа , служит знамением крепкой любви Христовой и изображает соединение Христа с верующими людьми. Симеон Солунский в 74 главе книги «Премудрость нашего спасения» пишет об этом: «берёт иерарх сосуд, где находится воск и мастика с ароматами, смирною, алоем и другими веществами, которые все образуют погребение Спасителя, так как и самая священная трапеза образует живоносный гроб Христов; воск и мастика соединяются с ароматами потому, что эти клейкие вещества потребны здесь для укрепления и соединения трапезы с углами престола; в соединении своём все сии вещества представляют любовь к нам и соединение с нами Христа Спасителя, которые простёр Он даже до смерти».